# 宮下マミ
宮下 マミ（みやした まみ、1986年8月17日 - ）は、日本の女子バレーボール選手。

## 来歴
神奈川県川崎市の病院で生まれ、その後は14歳まで東京都三鷹市に住んでいた。3人兄弟の長女（弟と妹がいる）。小学4年生のとき、バレーボールをしていた両親の影響と、朝日生命女子バレーボール部の選手と遊んだことをきっかけにバレーボールを始めた。
ダコタ・カレッジ高校バレーボール部時代、州のチャンピオンシップで優勝した。
2016年2月1日、プレステージ・インターナショナルアランマーレからの退団が発表された。
2019年8月3日、V.LEAGUE Division1の岡山シーガルズへの移籍入団が発表された。
2021年5月10日、岡山シーガルズからの退団が発表された。移籍を希望している。

## 人物・エピソード
- 父はバレーボール指導者の宮下直樹。
- 大沢スポーツクラブでは狩野舞子とチームメイトであった[12]。

## 所属チーム
- 三鷹市立第六小学校（大沢スポーツクラブ）[2]
- 三鷹市立第一中学校[2]
- アカディア中学校
- ダコタ・カレッジ高校[1]
- ブリティッシュコロンビア大学[1]
- プレステージ・インターナショナルアランマーレ（2015-2016年）
- シグナルHDスパイカーズ（英語版）（2017-2018年）
- スベダーラVBK（フランス語版）（2018-2019年）
- 岡山シーガルズ #25（2019-2021年）

## 個人成績
V.LEAGUEの個人成績は下記の通り。
| 大会        | チーム       | 出場     | 出場        | アタック | アタック | アタック | アタック | バックアタック | バックアタック | バックアタック | バックアタック | アタック 決定本数 | ブロック | ブロック       | サーブ | サーブ         | サーブ   | サーブ | サーブ | サーブ   | サーブレシーブ | サーブレシーブ | サーブレシーブ | サーブレシーブ | 総得点      | 総得点      | 総得点   | 総得点      |
| ----------- | ------------ | -------- | ----------- | -------- | -------- | -------- | -------- | -------------- | -------------- | -------------- | -------------- | ----------------- | -------- | -------------- | ------ | -------------- | -------- | ------ | ------ | -------- | -------------- | -------------- | -------------- | -------------- | ----------- | ----------- | -------- | ----------- |
| 大会        | チーム       | 試 合 数 | セ ッ ト 数 | 打 数    | 得 点    | 失 点    | 決 定 率 | 打 数          | 得 点          | 失 点          | 決 定 率       | セ ッ ト 平 均    | 得 点    | セ ッ ト 平 均 | 打 数  | ノ 丨 タ ッ チ | エ 丨 ス | 失 点  | 効 果  | 効 果 率 | 受 数          | 成 功 ・ 優    | 成 功 ・ 良    | 成 功 率       | ア タ ッ ク | ブ ロ ッ ク | サ 丨 ブ | 得 点 合 計 |
| V1 2020-21  | 岡山         | 1        | 3           | 0        | 0        | 0        | -        | 0              | 0              | 0              | -              | -                 | 0        | -              | 0      | 0              | 0        | 0      | 0      | -        | 0              | 0              | 0              | -              | 0           | 0           | 0        | 0           |
| V3 2015-16  | プレステージ | 8        | 28          | 0        | 0        | 0        | -        | 0              | 0              | 0              | -              | -                 | 0        | -              | 45     | 0              | 0        | 6      | 20     | 11.1     | 0              | 0              | 0              | -              | 0           | 0           | 0        |             |
| 通算：2大会 | 通算：2大会  | 9        | 31          | 0        | 0        | 0        | -        | 0              | 0              | 0              | -              | -                 | 0        | -              | 45     | 0              | 0        | 6      | 20     | 7.8      | 0              | 0              | 0              | -              | 0           | 0           | 0        | 0           |

## 出演

### YouTube
- 岡山シーガルズ｜【退団選手ご挨拶】宮下マミ選手【応援してくださった皆様へ】（2021年5月10日）